# 中华人民共和国行政处罚法
《中华人民共和国行政处罚法》是中華人民共和國一部與行政处罚和规范政府行为有關的法律。該法律於1996年3月的第八届全国人民代表大会第四次會議上通過，於1996年10月1日起開始施行。2021年1月22日，由中华人民共和国第十三届全国人民代表大会常务委员会第二十五次会议通过修订，是《行政处罚法》实施24年后的首次大修，于2021年7月15日起施行。

## 内容

### 行政处罚的法律定义
《行政处罚法》第二条规定：行政处罚是指行政机关依法对违反行政管理秩序的公民、法人或者其他组织，以减损权益或者增加义务的方式予以惩戒的行为。因此，行政处罚的主体是行政机关，行政处罚的对象是违反行政管理秩序的公民、法人或者其他组织，行政处罚的内容是以减损权益或者增加义务的方式予以惩戒。

### 处罚种类
《行政处罚法》第九条规定了行政处罚的种类，包括：
1. 警告、通报批评；
2. 罚款、没收违法所得、没收非法财物；
3. 暂扣许可证件、降低资质等级、吊销许可证件；
4. 限制开展生产经营活动、责令停产停业、责令关闭、限制从业；
5. 行政拘留；法律、行政法规规定的其他行政处罚。

《行政处罚法》第九条的规定体现了行政处罚的基本种类，即财产罚、行为资格罚、人身自由罚和声誉罚。

### 与刑法的关系
根据《行政处罚法》规定，行政违法与刑事违法竞合时，遵循“刑事优先”的基本原则。行政执法机关发现行政相对人的行政违法行为涉嫌构成犯罪的，应当中止行政执法程序，将案件立即移送给司法机关追究刑事责任。对经过司法机关刑事审判后，依法不需要追究刑事责任或者免予刑事处罚，但应当给予行政处罚的，司法机关应当及时将案件移送有关行政机关。

### 地方政府的权力
《行政处罚法》还赋予了行政法规和地方性法规设定行政处罚的权力。根据第十条规定：法律对违法行为未作出行政处罚规定，行政法规为实施法律，可以补充设定行政处罚。根据第十二条规定：法律、行政法规对违法行为未作出行政处罚规定，地方性法规为实施法律、行政法规，可以补充设定行政处罚。
为了防止行政法规和地方性法规超越职权滥设行政处罚侵害行政管理相对人的合法权益，《行政处罚法》还规定：拟补充设定行政处罚的，应当通过听证会、论证会等形式广泛听取意见，并向制定机关作出书面说明。行政法规、地方性法规报送备案时，应当说明补充设定行政处罚的情况。
2021年的修改还规定，省、自治区、直辖市根据当地实际情况，可以决定将基层管理迫切需要的县级人民政府部门的行政处罚权，交由乡镇人民政府和街道办事处实施。

### 行政处罚的程序
行政机关在作出行政处罚决定之前，应当告知当事人拟作出的行政处罚内容及事实、理由、依据，并告知当事人依法享有的陈述、申辩、要求听证等权利。
行政处罚的证据种类作出规定，明确了证据包括：书证、物证、视听资料、电子数据、证人证言、当事人的陈述、鉴定意见、勘验笔录和现场笔录。证据必须经查证属实，方可作为认定案件事实的根据。以非法手段取得的证据，不得作为认定案件事实的根据。
行政处罚没有依据或者实施主体不具有行政主体资格的，行政处罚无效。违反法定程序构成重大且明显违法的，行政处罚无效。
根据新修订的《行政处罚法》第五十八条，直接关系当事人或者第三人重大权益且经过听证程序的，在行政机关负责人作出行政处罚的决定之前，“应当由从事行政处罚决定法制审核的人员进行法制审核；未经法制审核或者审核未通过的，不得作出决定”。也就是说，经过听证的案件，在作出行政处罚决定之前，需要经过法制审核人员和行政机关负责人的双重审核，中途法制审核不通过的，则无法形成行政处罚决定。而行政处罚相对人在听证活动中发表的所有主张、提交的所有证据也将以听证笔录的方式，呈现到法制审核人员面前。
行政处罚决定书中，须载明申请行政复议和提起行政诉讼的途径和期限。